# Universidad de Burundi

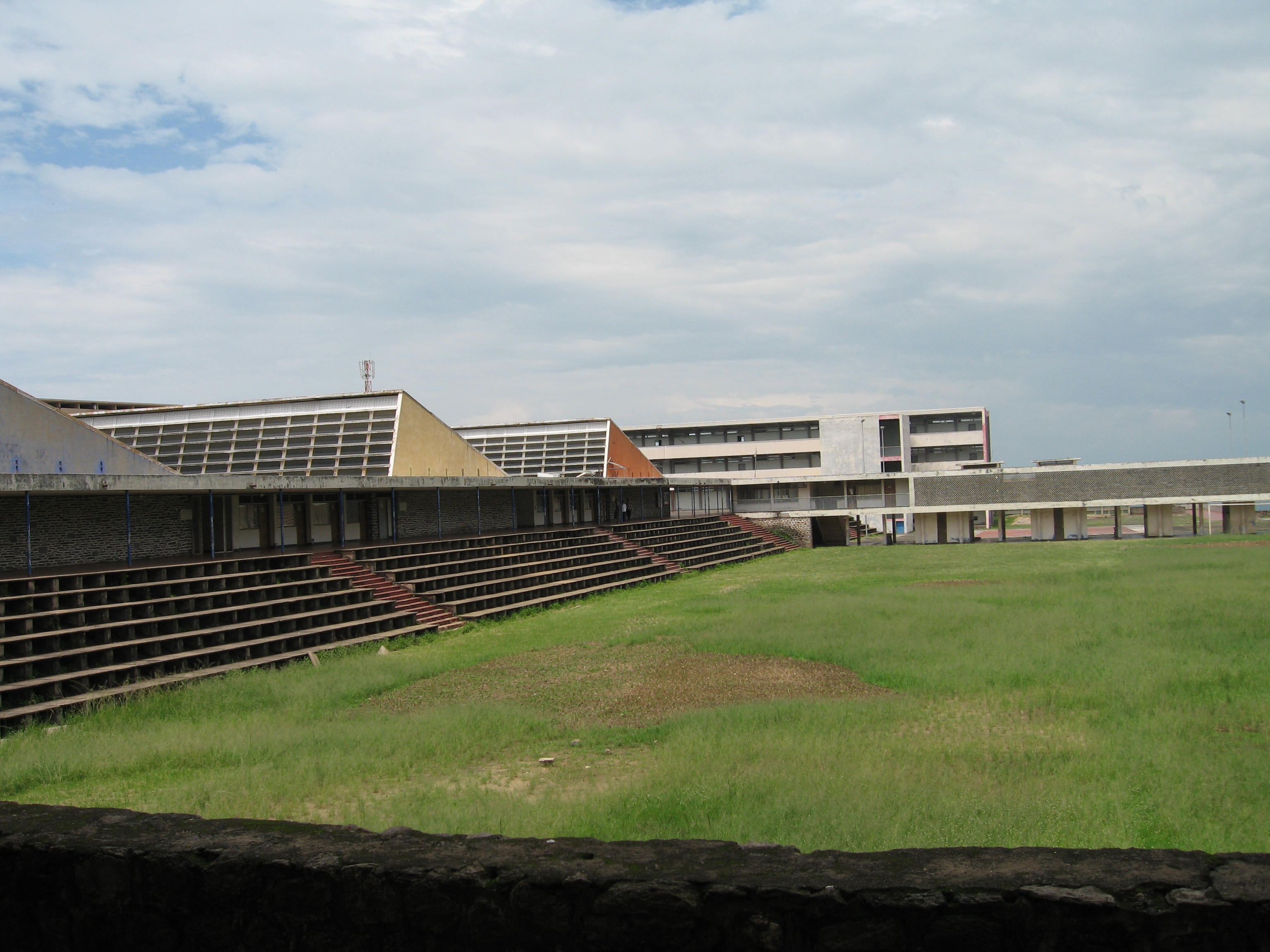
Universidad de Buyumbura, campus de Kiriri.

La Universidad de Burundi es una universidad pública localizada en Buyumbura, Burundi. Fundada en 1964, se compone por ocho facultades y cinco institutos. La institución cuenta con tres campus en Buyumbura y cuatro en Gitega. 
Tomó su nombre actual en 1977 y es la única universidad financiada con fondos públicos de Burundi. Es la única universidad de este país de África Central. El número de estudiantes es aproximadamente 13000.
- Datos: Q719925
- Multimedia: University of Burundi / Q719925